# Општина Шентиљ
Општина Шентиљ (словен. Šentilj) је једна од општина Подравске регије у држави Словенији. Седиште општине је градић Шентиљ в Словенских Горицах.
Општина Шентиљ је погранична општина према Аустрији и веома позната по најпрометнијем граничном прелазу између Словеније и Аустрије - Шентиљу.

## Природне одлике
Рељеф: Општина Шентиљ налази се у северном делу Словеније, у словеначком делу Штајерске. Општина је брдско-брежуљкастог карактера - област Словенске горице. најсевернији део општине је у долини реке Муре.
Клима: У општини влада умерено континентална клима.
Воде: Једини значајан водоток на подручју општине је река Мура, која је погранична према Аустрији и којој је Шентиљ прва општина при уласку у Словенију. Остали водотоци су мали и већином су притоке речице Песнице, која протиче јужно од општине.

## Становништво
Општина Шентиљ је густо насељена.

## Насеља општине
| - Врањи Врх - Згорња Велка - Згорње Добрење - Згорње Градишче - Згорњи Дражен Врх - Јурјевски Дол - Канижа - Козјак при Цершаку - Кресница - Плодршница - Селница об Мури - Сладки Врх - Сподња Велка - Среботје - Стара Гора при Шентиљу - Свечане - Трате - Цершак - Циркница - Шентиљ в Словенских Горицах - Шомат - Штриховец |

## Додатно погледати
- Шентиљ в Словенских Горицах